# Латгалија
Латгала (раније Летгалија; латгал. Latgola) је једна од четири историјска и културна региона Летоније. То је најисточнији регион северно од реке Даугава. Док је већина Летоније је историјски лутеранска, Латгала је историјски претежно католичка.
Регион има велику популацију етничких Руса, посебно у Даугавпилсу, највећем граду у региону. Многи Руси који су живели у Латгали пре совјетске окупације били су већином Староверци. Осим Руса, у региону живе многи Белоруси и Пољаци.